# Биркачево
Биркаче́во (болг. Бъркачево) — село у Врачанській області Болгарії. Входить до складу общини Бяла Слатина.

## Населення
За даними перепису населення 2011 року у селі проживали 707 осіб.
Національний склад населення села:
| Національність   | Кількість осіб | Відсоток |
| ---------------- | -------------- | -------- |
| болгари          | 435            | 68,3%    |
| цигани           | 200            | 31,4%    |
| Всього відповіли | 637            |          |

Розподіл населення за віком у 2011 році:
Динаміка населення: